# Dystrykt Chipata
Dystrykt Chipata – dystrykt we wschodniej Zambii w Prowincji Wschodniej. W 2000 roku liczył 367 539 mieszkańców (z czego 49,89% stanowili mężczyźni) i obejmował 70 347 gospodarstw domowych. Siedzibą administracyjną dystryktu jest Chipata.